# Бомон ле Роже
Бомон ле Роже (фр. Beaumont-le-Roger) насеље је и општина у северној Француској у региону Горња Нормандија, у департману Ер која припада префектури Берне.
По подацима из 2011. године у општини је живело 2984 становника, а густина насељености је износила 81,93 становника/km². Општина се простире на површини од 36,42 km². Налази се на средњој надморској висини од 80 метара (максималној 163 m, а минималној 84 m).

## Демографија
| 1962. | 1968. | 1975. | 1982. | 1990. | 1999. | 2011. |
| ----- | ----- | ----- | ----- | ----- | ----- | ----- |
| 2.740 | 2.871 | 2.828 | 2.711 | 2.694 | 2.818 | 2.984 |

График промене броја становника у току последњих година